# ستيف هازلت
ستيف هازلت هو لاعب هوكي الجليد كندي، ولد في 12 ديسمبر 1957 في سارنيا في كندا.

## وصلات خارجية
- ستيف هازلت على موقع دوري الهوكي الوطني (الإنجليزية)
- ستيف هازلت على موقع EliteProspects.com (الإنجليزية)
- ستيف هازلت على موقع HockeyDB.com (الإنجليزية)
- ستيف هازلت على موقع Hockey-Reference.com (الإنجليزية)